# Obojczyk (zbroja)

Obojczyk

Obojczyk  – element zbroi płytowej chroniący szyję i barki oraz niekiedy górną część piersi i kark. 

## Historia
Obojczyk pojawił się ok. XV w. i stosowany był pierwotnie w pełnej zbroi płytowej, a następnie w półzbroi, jako osłona szczeliny powstającej między napierśnikiem a hełmem. Od XVII w. zaczęto nosić go jako samodzielną osłonę na skórzanym kolecie, co wiązało się z powiększeniem jego rozmiarów. Ostatecznie uległ degradacji przekształcając się w ryngraf (rodzaj ozdobnego naszyjnika).
Obojczyk był popularnie stosowany również w średniowiecznej Polsce. Od XVII w. stał się elementem zbroi husarskiej oraz używano go jako samodzielną osłonę w formacjach lekkiej jazdy.

## Budowa
Obojczyk przybierał zróżnicowane formy, najczęściej występując w postaci dwóch metalowych płyt spinanych na ramionach. Niekiedy część chroniąca szyję przybierała formę folgowanego elastycznego kołnierza. W rozbudowanej wersji wyposażony w wysoki podbródek stanowił uzupełnienie niektórych typów hełmów otwartych osłaniając dolną część twarzy (np. w przypadku salady czy kapalinu). Natomiast w niektórych typach hełmów zamkniętych (np. turniejowych), funkcję obojczyka pełniła przedłużona w dół część dzwonu hełmu.

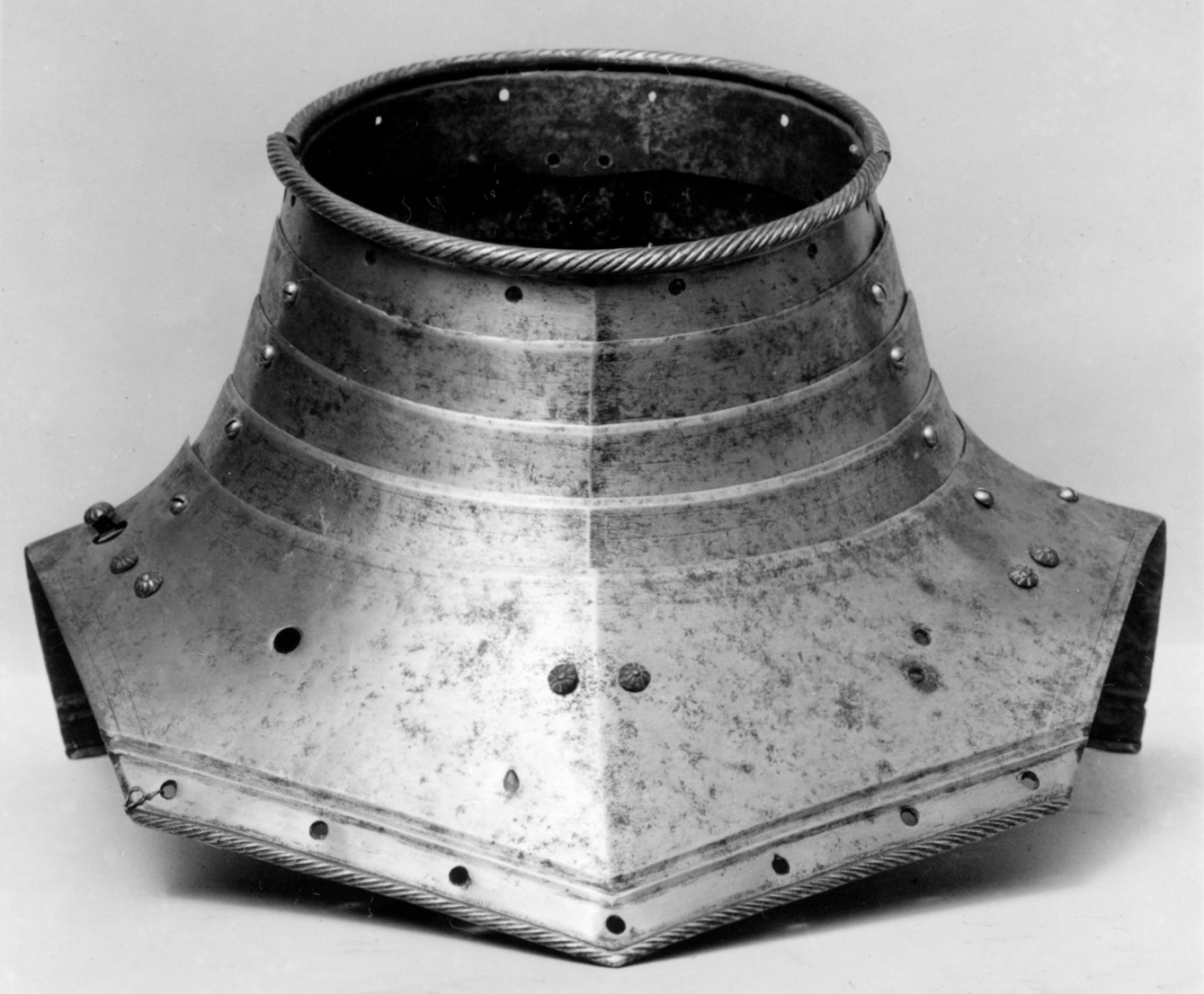
Obojczyk z folgowanym kołnierzem
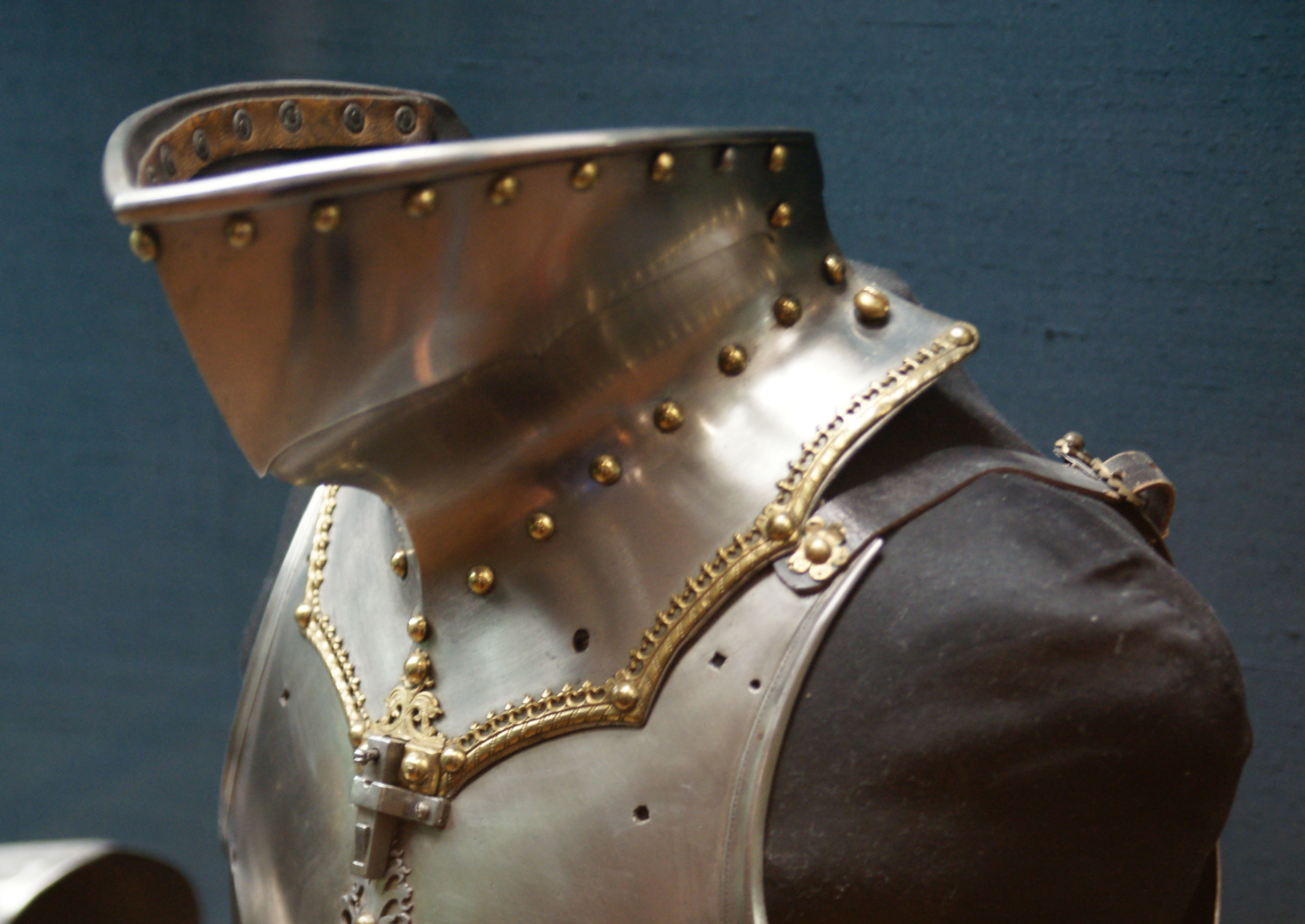
Obojczyk z wydatnym podbródkiem
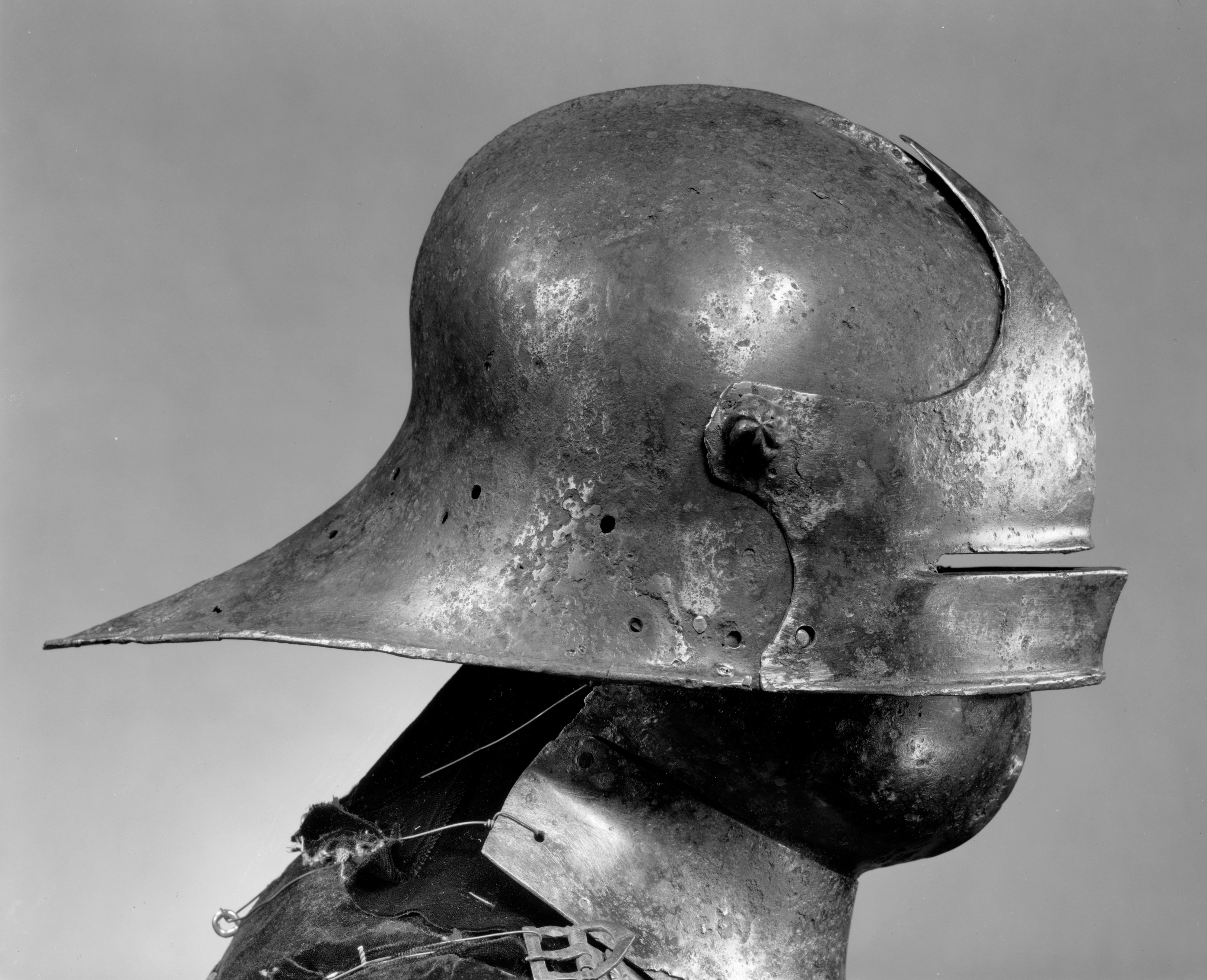
Obojczyk z podbródkiem jako uzupełnienie hełmu typu salada
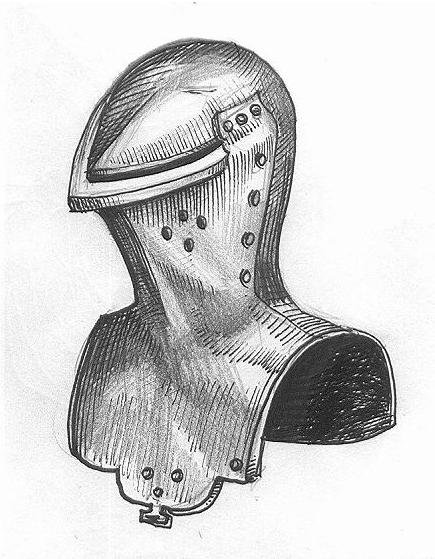
Hełm turniejowy ze zintegrowanym obojczykiem